# Cartierul Mihai Bravu, Ploiești
Mihai Bravu este un cartier situat în partea de est a Ploieștiului.

## Istoric
Zona cartierului Mihai Bravu  este considerată cea mai veche de pe actuala suprafață a municipiului Ploiești, martore fiind descoperirile arheologice dar și prezența celor mai vechi biserici din oraș, "Biserica Domnească Sfinții Apostoli Petru și Pavel" și "Biserica Sfântul Nicolae Abagii". Aflându-se pe malul pârâului Dâmbu, cartierul a fost afectat de-a lungul secolelor de inundațiile cauzate de creșterea debitului respectivei ape curgătoare. A mai purtat denumirea de "Cartierul Grădinari" datorită activităților agricole ce au avut loc în grădinile de aici.

## Clădiri și alte obiective
- "Biserica Domnească Sfinții Apostoli Petru și Pavel"
- "Biserica Sfântul Nicolae Abagii"
- Spitalul de Obstetrică - Ginecologie (Maternitatea)
- Turnătoria "Feroemail"
- Cimitirul "Mihai Bravu"
- Stadionul Ilie Oană